# Live in Japan (The Runaways)
Live in Japan è un live album del gruppo The Runaways, pubblicato nel 1977 per l'etichetta discografica Mercury Records.

## Tracce
1. Queens of Noise (Billy Bizeau) 3:20
2. California Paradise (Kim Fowley, Joan Jett, Kari Krome, Sandy West) 2:54
3. All Right You Guys (Danielle Fay, Bob Willingham) 3:37
4. Wild Thing (Chip Taylor) 3:40 (The Troggs Cover)
5. Gettin' Hot (Lita Ford, Jackie Fox) 3:33
6. Rock-N-Roll (Lou Reed) 3:58 (Lou Reed Cover)
7. You Drive Me Wild (J. Jett) 3:16
8. Neon Angels on the Road to Ruin (L. Ford, K. Fowley, J. Fox) 3:32
9. I Wanna Be Where the Boys Are (K. Fowley, Ronnie Lee) 2:53
10. Cherry Bomb (K. Fowley, J. Jett) 2:11
11. American Nights (Mark Anthony, K. Fowley) 4:02
12. C'mon (J. Jett) 4:10

## Formazione
- Cherie Currie - voce principale
- Joan Jett - voce, chitarra
- Lita Ford - chitarra solista, cori
- Jackie Fox - basso, cori
- Sandy West - batteria, cori, voce principale in Wild Thing